# Szentessy Dániel
Szentessy Dániel (Zemplénszentes, 1805. – Nagyvárad, 1895.) világjáró utazó, kardkovács-mester.

## Életpályája
Szülei korai halála után egy nagyváradi kereskedő vette magához. Elvégezte a nagyváradi deákiskolát és kitanulta a kardkovács-mesterséget. Mesterlegényként 1825-ben vándorútra indult. 1840-ig tartó útjának állomásai voltak: Bécs, Innsbruck, Flandria, Sheffield, Algír, Tunisz, Damaszkusz és Isztambul. 1840-ben visszatért Nagyváradra, ahol műhelyt nyitott. Az 1848–49-es forradalom és szabadságharc résztvevője volt, ezért a haditörvényszék 1849-ben kétévi várfogságra ítélte. 1851-ben szabadult Munkácsról; 1851–1895 között Nagyváradon élt.